# Hengeler Mueller
Hengeler Mueller ist eine international tätige deutsche Anwaltssozietät mit Schwerpunkt im Wirtschaftsrecht, die etwa bei Fusionen und Akquisitionen, Finanzierungen und streitigen Auseinandersetzungen tätig ist. Die über 350 Rechtsanwälte (davon 93 Partner) arbeiten in Büros in Düsseldorf, Frankfurt am Main, Berlin, München, Brüssel und London. Darüber hinaus kooperiert die Sozietät mit ausländischen Anwaltskanzleien.

## Geschichte
Die Kanzlei Hengeler Mueller entstand am 1. Januar 1990 durch die Fusion der beiden Sozietäten Hengeler Kurth Wirtz und Mueller Weitzel Weisner. Vorläuferkanzleien waren eine 1947 von Rudolf Mueller in Frankfurt am Main gegründete Sozietät sowie die Kanzlei von Heinrich Wirtz und Hans Hengeler in Düsseldorf. In den Folgejahren vergrößerten sich die Sozietäten durch die Aufnahme weiterer Namenspartner – Heinz Weitzel und Gerhard Weisner für Mueller Weitzel Weisner sowie Heinz-Bernd Kurth für Hengeler Kurth Wirtz. Zudem waren beide Kanzleien in der wirtschaftsrechtlichen Beratung von Unternehmen aktiv, oftmals für Vertreter der sogenannten Deutschland AG.
Infolge der Fusion im Jahr 1990 entwickelte sich Hengeler Mueller zu einer der größten überörtlich tätigen Wirtschaftskanzleien in Deutschland. Im Jahr 1998 beschäftigte die Kanzlei 120 Rechtsanwälte, darunter 55 Partner, sowie 130 weitere Mitarbeiter.
Neben den bestehenden Büros in Düsseldorf und Frankfurt eröffnete die Sozietät in den 1990er-Jahren weitere Büros in Brüssel und Berlin. Später folgte ein Büro in London sowie im Jahr 2006 die Eröffnung des sechsten Standorts in München.
Die Sozietät bestand zunächst als Gesellschaft bürgerlichen Rechts (GbR) und änderte ihre Rechtsform im Jahr 2013 in eine Partnergesellschaft mit beschränkter Berufshaftung (mbB). Der Rechtsformwechsel erfolgte, nachdem Hengeler Mueller gemeinsam mit anderen Wirtschaftskanzleien seit Mitte 2010 für die Schaffung der entsprechenden gesetzlichen Grundlage eingetreten war.

## Struktur
Stand 2025 beschäftigt Hengeler Mueller über 350 Rechtsanwälte, darunter 93 Partner. Die Kanzlei folgt einem Lockstep-System, nach dem die Vergütung der Berufsträger ausschließlich an die Dauer der Kanzleizugehörigkeit geknüpft ist.
Außerhalb von Deutschland unterhält die Kanzlei Büros in Brüssel und London. Darüber hinaus ist sie Mitglied in einem internationalen Kanzlei-Netzwerk. Weitere Mitgliedskanzleien sind Slaughter and May (Großbritannien), BonelliErede (Italien), Bredin Prat (Frankreich), De Brauw Blackstone Westbroek (Niederlanden) und Uría Menéndez (Spanien).

## Tätigkeitsschwerpunkte
Hengeler Mueller deckt als sogenannte Full-Service-Kanzlei alle Bereiche der wirtschaftsrechtlichen Beratung ab, insbesondere das Transaktionsgeschäft in den Bereichen Mergers & Acquisitions, Finanzierungen und Kapitalmarkt sowie die Beratung in streitigen Auseinandersetzungen.
Weiter ist die Kanzlei in den Bereichen Gesellschaftsrecht, Bankrecht, Kartellrecht, Versicherungsrecht, Steuerrecht, Arbeitsrecht, Immobilienwirtschaftsrecht, Restrukturierung, Compliance und interne Untersuchungen, Datenschutzrecht, Wettbewerbsrecht, Vergaberecht, öffentliches Wirtschaftsrecht und Wirtschaftsstrafrecht tätig.
Zu den Mandanten von Hengeler Mueller gehören unter anderem nationale und internationale Unternehmen verschiedener Wirtschaftszweige sowie der öffentliche Sektor.

## Mandate und mediale Rezeption
Hengeler Mueller ist seit seinem Bestehen an größeren Verfahren und Transaktionen beteiligt. Klemens Handke beschrieb Hengeler Mueller 2024 im Business Insider als eine der „größten“ und „umsatzstärksten deutschen Wirtschaftskanzleien“. Bereits 1996 war Hengeler Mueller Berater des Börsenkonsortiums beim Börsengang der Deutschen Telekom. Ende der 1990er-Jahre beriet die Kanzlei die neu gegründete DaimlerChrysler AG zum Zusammenschluss von Daimler-Benz und Chrysler.
Seit 2011 berät Hengeler Mueller die MAN SE zur Abwehr von Schadenersatzansprüchen im Zusammenhang mit dem europäischen LKW-Kartell. Im Folgejahr übernahm die Kanzlei die Beratung der Porsche SE in Zusammenhang mit der Integration der Porsche AG in die Volkswagen AG.
Im Februar 2014 endete ein langjähriges Gerichtsverfahren der Erben von Leo Kirch gegen die Deutsche Bank mit einem Vergleich. Hengeler Mueller hatte in diesem Schadenersatzprozess die Deutsche Bank beraten. Im März 2014 wurde bekannt, dass die Staatsanwaltschaft München gegen Rechtsanwälte von Hengeler Mueller wegen Anstiftung zur falschen uneidlichen Aussage und Beihilfe zum Betrug ermittelte und Büroräume der Kanzlei durchsucht wurden. Den Anwälten wurde vorgeworfen, in diesem Gerichtsverfahren unwahre Aussagen mit Zeugen abgesprochen zu haben. Die Ermittlungen gegen die Anwälte wurden aber später eingestellt. Im April 2016 wurden die Vorstände der Deutschen Bank in dem damit zusammenhängenden Prozess vor dem Landgericht München freigesprochen.
Ab 2015 beriet Hengeler Mueller die Robert Bosch GmbH im Zusammenhang mit Vorwürfen zur Manipulation der Abgasreinigung von Diesel-Fahrzeugen (Abgasskandal). Bosch wurde zu einer Strafzahlung von 90 Millionen Euro verpflichtet, was laut Christiane Schiffer in Juve im Vergleich zu anderen Abgasprozessen eine verhältnismäßig niedrige Summe gewesen sei. Auch die Porsche SE und die Volkswagen AG wurden 2019 im Zuge des VW-Abgasskandals von Hengeler Mueller vertreten.
2020 vertrat Hengeler Mueller die Deutsche Lufthansa AG bei der Sicherung eines staatlichen Hilfspaketes im Umfang von neun Milliarden Euro aufgrund der COVID-19-Pandemie.
2022 wurde der finnische Konzern Fortum beim Abschluss des staatlichen Stabilisierungspakets für deren deutsche Tochtergesellschaft Uniper beraten. Uniper war infolge des russischen Gaslieferstopps in finanzielle Schwierigkeiten geraten, woraufhin eine Verstaatlichung des Unternehmens eingeleitet wurde. Ebenfalls ab 2022 beriet Hengeler Mueller die größte Gruppe von Anleihegläubigern der Adler Group, die sich zu diesem Zeitpunkt in einer finanziellen Krise befand und durch Restrukturierungen gerettet werden sollte.
Bereits 2020 beriet Hengeler Mueller den Siemens-Konzern bei der Transaktion zur Abspaltung der Siemens Energy und deren anschließenden Börsengang. Als 2023 die Siemens Energy wirtschaftlich stabilisiert werden musste, beriet Hengeler Mueller den Konzern bei der Sicherung von Garantielinien in Höhe von 12 Milliarden Euro sowie einer Bürgschaft der Bundesregierung.
2024 beriet Hengeler Mueller die Deutsche Bahn beim Verkauf der Logistiktochter DB Schenker an die dänische Transport- und Logistik-Gruppe DSV für einen Unternehmenswert von 14,3 Milliarden Euro.

## Auszeichnungen
Hengeler Mueller wird in einem Ranking für das Jahr 2024 von dem juristischen Fachverlag Juve als eine von drei führenden deutschen Wirtschaftskanzleien eingestuft. Auch die britische Ratingagentur Chambers and Partners listet Hengeler Mueller als eine der führenden deutschen Wirtschaftskanzleien (Stand 2025).

## Engagement
Hengeler Mueller ist Mitglied des Vereins Pro Bono Deutschland e. V. mit Sitz in Frankfurt am Main, der unter anderem den Zweck verfolgt, die unentgeltliche Rechtsberatung gemeinnütziger Organisationen zu fördern. Im Rahmen einer solchen Kooperation beriet Hengeler Mueller beispielsweise 2021 das International Refugee Assistance Project bei der Gründung einer europäischen Tochtergesellschaft.